# Lobelia sonderiana
Lobelia sonderiana là loài thực vật có hoa trong họ Hoa chuông. Loài này được (Kuntze) Lammers mô tả khoa học đầu tiên năm 1999.